# کلپه
کلپه، روستایی از توابع بخش مرکزی شهرستان ابرکوه در استان یزد ایران است.

## جمعیت
این روستا در دهستان تیرجرد قرار دارد و براساس سرشماری مرکز آمار ایران در سال ۱۳۸۵، جمعیت آن ۱۱۹ نفر (۳۲خانوار) بوده‌است.